# آدولف فیشر (ژنرال)
آدولف فیشر (به آلمانی: Adolf Fischer) نظامی بلندپایه آلمانی در دوره رایش سوم بود.